# Priestleymedaljen
Priestleymedaljen (engelska: Priestley Medal) är den högsta utmärkelse som delas ut av American Chemical Society och har uppkallts efter den engelske kemisten Joseph Priestley (1733–1804) som emigrerade till USA 1794. Priset instiftades 1922 och delades inledningsvis ut vart tredje år. Från 1944 har det delats ut årligen.
Medaljen har en gång, 1929, delats ut till en icke-naturvetare: juristen Francis Patrick Garvan som var ordförande för Chemical Foundation och personligen sponsrade American Chemical Society.

## Pristagare[1]
- 1923: Ira Remsen
- 1926: Edgar Fahs Smith
- 1929: Francis P. Garvan
- 1932: Charles L. Parsons
- 1935: William A. Noyes
- 1938: Marston T. Bogert
- 1941: Thomas Midgley
- 1944: James Bryant Conant
- 1945: Ian Heilbron
- 1946: Roger Adams
- 1947: Warren K. Lewis
- 1948: Edward R. Weidlein
- 1949: Arthur B. Lamb
- 1950: Charles August Kraus
- 1951: Evan J. Crane
- 1952: Samuel C. Lind
- 1953: Robert Robinson
- 1954: William Albert Noyes Jr.
- 1955: Charles Allen Thomas
- 1956: Carl S. Marvel
- 1957: Farrington Daniels
- 1958: Ernest H. Volwiler
- 1959: Hermann Irving Schlesinger
- 1960: Wallace R. Brode
- 1961: Louis Plack Hammett
- 1962: Joel H. Hildebrand
- 1963: Peter Debye
- 1964: John C. Bailar Jr.
- 1965: William J. Sparks
- 1966: William O. Baker
- 1967: Ralph Connor
- 1968: William Gould Young
- 1969: Kenneth Sanborn Pitzer
- 1970: Max Tishler
- 1971: Frederick D. Rossini
- 1972: George Bogdan Kistiakowsky
- 1973: Harold Urey
- 1974: Paul Flory
- 1975: Henry Eyring
- 1976: George S. Hammond
- 1977: Henry Gilman
- 1978: Melvin Calvin
- 1979: Glenn Theodore Seaborg
- 1980: Milton Harris
- 1981: Herbert Charles Brown
- 1982: Bryce Crawford
- 1983: Robert Mulliken
- 1984: Linus Carl Pauling
- 1985: Henry Taube
- 1986: Karl August Folkers
- 1987: John D. Roberts
- 1988: Frank Westheimer
- 1989: George C. Pimentel
- 1990: Roald Hoffmann
- 1991: Harry B. Gray
- 1992: Carl Djerassi
- 1993: Robert W. Parry
- 1994: Howard E. Simmons
- 1995: Derek H. R. Barton
- 1996: Ernest L. Eliel
- 1997: Mary L. Good
- 1998: Frank Albert Cotton
- 1999: Ronald Breslow
- 2000: Darleane C. Hoffman
- 2001: Fred Basolo
- 2002: Allen J. Bard
- 2003: Edwin J. Vandenberg
- 2004: Elias James Corey
- 2005: George A. Olah
- 2006: Paul S. Anderson
- 2007: George M. Whitesides
- 2008: Gábor A. Somorjai
- 2009: Frederick Hawthorne
- 2010: Richard N. Zare
- 2011: Ahmed Zewail
- 2012: Robert S. Langer
- 2013: Peter J. Stang
- 2014: Stephen J. Lippard
- 2015: Jacqueline K. Barton
- 2016: Mostafa El-Sayed
- 2017: Tobin J. Marks
- 2018: Geraldine Richmond
- 2019: Karl Barry Sharpless
- 2020: JoAnne Stubbe
- 2021: Paul Alivisatos
- 2022: Peter Dervan
- 2023: Cato Laurencin
- 2024: Carolyn Bertozzi
- 2025: Frances Arnold[2]